# Портной, Икутиэль
Икусиел (Икутиэль) Ноех Портной (1872—1941) — один из основоположников партии "Бунд", её председатель в 1920—1939 годах в Польше.

## Биография
Портной родился в семье среднего достатка в 1872 году в местечке Пабярже Виленской губернии. Его родители владели лавкой, а отец также работал делопроизводителем в местном органе власти. После окончания хедера и средней школы Портной, поступил в Еврейский учительский институт в Вильно. Учась там с 1888 по 1892 год, он впервые познакомился с социалистическими идеями.
После окончания университета он три года работал учителем в Вильно, затем переехал в Ковно, где начал работать в народной школе. Работая учителем в Вильне и Ковно, он вместе с другими еврейскими, польскими и литовскими социалистами создал тайный революционный кружок. В частности, Арон Вайнштейн вспоминал, что именно Ноах Портной, которого он вспоминает с благодарностью,  руководил его развитием и чтением нелегальной литературы в Виленском учительском институте.  Портной вёл активную пропаганду среди еврейских рабочих и поддерживал контакты с польскими и литовскими революционерами. Эта деятельность в 1895 году привела к его аресту  и последующей ссылке в село Тунку в Иркутской губернии. Там он познакомился с Фелицией Гольдберг, урождённой Барбанель, ставшей много позднее, после возвращения из ссылки и смерти мужа от туберкулёза, женой Портного. Позднее его перевели в Балаганск, также в Иркутской губернии. Оттуда в 1899 году ему удалось благополучно бежать. Друзья вывезли его в сидении повозки.
Впервые после бегства из ссылки Портной появился в Белостоке в первых числах мая 1900 года. Павел Розенталь описывает, что молодой бундовец с партийной кличкой Тарас (Альфред Кац) появился у него в квартире "в сопровождении неизвестного нам высокого человека, спокойного, медлительного, рассудительного":157. Портной был кооптирован в ЦК Бунда Тарасом, и они вместе направлялись в Варшаву. Типография, выпускавшая «Арбайтер Штиме», находилась в Варшаве, и какое-то время Портной провёл там. Приблизительно в сентябре Портной вновь появился в Белостоке с сообщением, что теперь в ЦК кооптирован Розенталь. Портной строго соблюдал конспирацию, сам Розенталь признается, что лишь однажды был в его квартире, расположенной на одной из глухих улиц Белостока.
Это было время революционного подъёма. Ленин, Мартов и Потресов планировали выход русской социал-д6емократической газеты "Искры". О критическом отношении Мартова к деятельности Бунда Портной и Розенталь знали из его писем. Ноах Портной и Заграничный комитет Бунда с большой опаской относились к будущему печатному органу русских социал-демократов, так как не были уверены в его позиции по отношению к их партии.
Портной и Розенталь были заняты подготовкой IV съезда Бунда в 20-х числах мая 1901 года. Присуствовало 24 делегата. Съезд продолжался 5 дней. Проекты резолюций были подготовлены заранее Портным и Розенталем, в том числе и по национальному вопросу, об отношении к РСДРП и сионизму. Важная резолюция по национальному вопросу была компромиссом между двумя составителями — она отстаивала идею персональной культурной автономии, предлагая, что требование территориальной автономии было бы преждевременным. На съезде прошли выборы ЦК, причём выборы дважды тайными — участники подали свои записки Портному, а он проведя подсчёт, тайно оповестил избранных.
Ноах Портной совместно с Павлом Розенталем разработали новый смешанный русско-еврейский шифр для писем, который продержался до революции 1917 года. Зимой 1902 года окрылённые успехом IV съезда Бунда Розенталь и Портной решили провести в Белостоке II съезд РСДРП. Им помогал Сергей Неманский из Санкт-Петербурга. Всего удалось собрать 10 делегатов, Так что организаторы согласились с предложением Дана назвать это Белостокской конференцией. Конференция избрала подготовительный комитет будущего съезда, в которой вошли Портной, Осип Коган (Ерманский) и Фёдор Гурвич (Дан).
Весной 1900 года он вступил в партию Бунд. Вскоре вместе с Павлом Розенталем и Альфредом Кацем он стал членом ЦК Бунда. Он редактировал газету «Арбайтер Штиме» (Голос Рабочего) и руководил в ней организационными вопросами, разрешая внутренние разногласия Бунда и придавая направление его программе. В 1901 году он участвовал в IV партийном съезде в Белостоке. Тогда партийные лидеры разделились на две группы. В первый из них входили такие активисты, как Хенрих Эрлих, Виктор Альтер и Эмануэль Новогродский, а во второй — представители так называемой «Вильнюсской династии», в которую, помимо Икутиэля Портного, входили также Аркадий Кремер и Владимир Коссовский. Основной причиной этого разделения была точка зрения на проблему еврейского национализма; Портной считал требование национально-культурной автономии преждевременным. Благодаря своей умеренной точке зрения на вопрос национализма, он сыграл важную роль в разработке резолюций IV партийного съезда, в которых Бунд впервые признал важность национального вопроса, отвергая как преждевременные любые требования еврейской национально-культурной автономии. Эта компромиссная формулировка позволила Портному удерживать вместе более национально-ориентированные и космополитические, интернационалистические группы внутри партии до 1904 года, когда вопрос об автономии стала ключевым элементом программы Бунда.
В 1903 году он принял участие в II съезде Российской Социал-демократической рабочей партии. Во время революции 1905 года Портной был снова арестован.
После освобождения он часто переезжал в целях безопасности, прежде чем поселился в Варшаве в 1908 году. С 13 мая по 1 июня 1907 года К. Портной участвовал в  V съезде РСДРП как делегат  с решающим голосом от Бунда в Польских районах.  Также он принял участие в 9-й конференции Бунда в Вене в 1912 году. 
В ноябре 1914 года, когда угроза занятия столицы Польши немецкими войсками стала очевидной, Центральный комитет Бунда, включавший И. Портного и В. Шульмана, организовал в Варшаве Комитет бундовских организаций Польши. Во время немецкой оккупации Варшавы во время Первой мировой войны он использовал имя Юзеф и участвовал в деятельности Бунда, которая стала законной.  После легализации деятельности Бунда стали создаваться культурно-просветительские учреждения; в 1916 году начала выходить первая легальная газета — «Лебнсфрагн»; были организованы столовые для сотрудников.
Впервые Бунд выставил своих кандидатов на различных выборах. В 1917 году вместе с большой группой партийного актива был интернирован в Хафельберге. Освободившись через несколько месяцев, он вернулся в Варшаву и продолжил свою деятельность. Устав Бунда предусматривал коллективное управление партией, но с 1920 по 1939 год Портной возглавлял центральный комитет партии, занимал должность председателя партии, а также возглавлял самую важную местную организацию Бунда в Варшаве.  В 1925 и 1930 годах представлял Бунд на конференциях в США.
В начале 1920-х годов Бунд  под воздействием Коминтерна переживал кризис и раскололся на три фракции. В эти годы И. Порной писал:
В партии началась полная анархия, местные организации игнорируют распоряжения центрального руководства, в самих местных организациях отмечаются акты неподчинения со стороны рядовых членов, что наиболее проявилось на выборах в муниципалитеты, когда они (рядовые члены) отказывались поддержать кандидатов от партии
Он также работал в Варшавском городском совете и кеиле.  Как бывший учитель, он особенно интересовался работой Бунда с детьми, молодежью, развитием сети школ. Портной был тесно связан с санаторием «Медем», находившимся под управлением Бунда, и часто посещал его. Санаторий «Медем»  сочетал обучение и профилактику для детей, подверженных риску развития туберкулеза. Он также совершал поездки по сбору средств в Соединенные Штаты, где успешно добивался поддержки американскими евреями проектов Бунда среди молодежи.
Но между войнами Портной был прежде всего символом героического и революционного прошлого; он выполнял интегрирующую функцию, олицетворяя повествования о славном партийном подполье времен Российской империи. Портной, Хенрик Эрлих и Виктор Альтер составили харизматическую правящую триаду Бунда в Польше. Хотя крупный рост и ухоженные усы придавали ему внушительный вид, товарищи считали Портного спокойным, дружелюбным, сердечным руководителем, отличавшимся большой личной скромностью. Он не разрешил партии устроить банкет по поводу его шестидесятилетия, и деньги, предусмотренные для этого в бюджете, были направлены в фонд поддержки публикаций Бунда.
Новый этап в жизни Портного и всего польского еврейства начался вместе со Второй мировой войной. Варшава была под угрозой оккупации нацистами. По данным советских спецслужб в конце сентября 1939 года в перешедшем под контроль СССР Пинске прошло тайное заседание членов ЦК польского "Бунда". В нём приняли участие Эрлих, Портной,  Вассер, Одес, Швебер, Мендельсон и Шерер. Якобы, было принято решение: "Политическую работу прекратить. Рекомендовать бундовцам поддержать Советскую власть, принять посильное участие в новом строительстве, действуя при этом открыто, как бундовцы". Эрлих вскоре был арестован НКВД, а Портному удалось через Вильно и Советский Союз эмигрировать в Нью-Йорк.  В США его тепло встретили местные бундовцы. Незадолго перед смертью он записал радиообращение для "Би-би-си" от имени страдающих еврейских масс в оккупированной Польше. Впервые это обращение транслировали в 1941 году, сразу после смерти Портного.
В его некрологе Фридрих Адлер писал, что Портной пользовался огромным уважением не только среди польских евреев, но и во всем международном рабочем движении.

## Семья
- Жена — Фелиция Гольберг, урождённая Барбанель (1872—1959),  происходила из полонизированной еврейской семьи, по профессии дантист, но посвятила себя преподаванию польского языка. Была замужем за врачом Станиславом Гольдбергом (1872—1905), с которым вместе отбывала ссылку в Иркутской губернии. В Польшу вернулись в 1903 году, через 2 года Станислав умер от туберкулеза, начавшегося в ссылке[12]. 
  - Падчерица Икусиела, дочь Фелиции — Ирена Кшивицкая, урождённая Гольдберг (1899—1994), польская феминистка, писательница, переводчица, борец за права женщин. В 1923 году вышла замуж за юриста Ежи Кшивицкого, сына Людвика Кшивицкого.

### Дополнительные источники
- Hayim S. Kazdan, “Yekusiel Portney (Noyekh),” in Doyres bundistn, ed. Jacob Sholem Hertz, vol. 1, pp. 68–122 (New York, 1956);
- Shloyme Mendelson, “Undzer Noyekh,” in Shloyme Mendelson: Zayn lebn und shafn, pp. 437–440 (New York, 1949).
- Pickhan, G. Kossowski, Portnoj i inni. Rola pokolenia założycieli Bundu w Polsce międzywojennej I G. Pickhan II Bund. 100 lat historii 1897-1997. Pod redakcją prof. F. Tycha i dr. J, Hensla. - Warszawa, 2000. - S. 231-243.
- Hertz J. S. (ed.), Doyres Bundistn, 1 (1956), 68–122.
- Pickhan, G., "Gegen den Strom," Der allgemeine Juedische Arbeiterbund – Bund in Polen 1918–1939 (2001) (index.)
- Jacobs J. Jewish Politics in Eastern Europe: The Bund at 100.

## Комментарии
1. ↑  Инициал "К" — это частое сокращение имени Портного, Икусиел или Кусиель[5]
2. ↑  От еврейского kehile. Еврейская община или сообщество. В Польше XIX века этот термин обозначал как общину, так и её автономное правительство.
3. ↑  Вероятно, сведения о тайном "нелегальном" заседании ЦК "Бунда" почерпнуты из показаний Хенриха Эрлиха в его первом следственном деле. Эрлих мог знать, что Портному удалось выехать из СССР, и он вне опасности. Однако разъяснения к документу, составленные явно позже, кроме данных об аресте самого Эрлиха содержат следующие сведения:
 «1. Портной Иосиф Матвеевич — член ЦК польского "Бунда". 20 ноября 1942 г. военным трибуналом 31-й армии приговорен по ст. 58-16 УК РСФСР к высшей мере наказания. Определением Военной коллегии Верховного суда СССР от 14 февраля 1946 г. высшая мера наказания заменена 10 годами лишения свободы. Освобожден 26 сентября 1952 г.
 
2. Вассер Хаим-Меир — член ЦК польского "Бунда".<Даты жизни (1890–1953), профсоюзный активист[11]>

3. Одес Лейвик — член ЦК польского "Бунда". После окончания войны выехал в США,

4. Швебер Сарра[англ.] — член ЦК польского "Бунда".

5. Мендельсон Соломон[пол.] — член ЦК польского "Бунда".

6. Шерер Эммануил[англ.] — член ЦК польского "Бунда"»[10].
 Таким образом, следует признать, что некий Иосиф Матвеевич Портной был приговорён к смертной казни, а потом сидел 10 лет в сталинских лагерях за своего однофамильца.